# Jaclyn Linetsky
Jaclyn Michelle Linetsky (* 8. Januar 1986 in Montréal, Québec; † 8. September 2003 ebenda) war eine kanadische Schauspielerin.
Sie wirkte an einer Reihe von Filmen und Serien mit. Matchball für die Liebe (2003) wurde posthum ihr bekanntester Auftritt. Von 2000 an bis 2003 war sie zudem die Originalstimme von Caillou. Am 8. September 2003 war sie mit ihrem Schauspielpartner, dem gleichaltrigen Vadim Schneider auf dem Weg zu Dreharbeiten für Matchball für die Liebe. Der Minivan geriet ins Schleudern und prallte mit einem Kleinlaster auf der Gegenfahrbahn zusammen. Die beiden jungen Schauspieler waren sofort tot. 